# Bernard Tekpetey
Bernard Tekpetey (Accra, 3 settembre 1997) è un calciatore ghanese, attaccante del Ludogorec.

## Caratteristiche tecniche
Mancino naturale, è adatto a ricoprire tutte le zone del centrocampo ma viene impiegato spesso nel ruolo di ala.

## Carriera

### Club
Lo Schalke 04 lo ha acquistato nell'estate del 2014, parcheggiandolo nelle squadre giovanili. Dopo un breve prestito in Austria, con la maglia dell’Altach (10 presenza ed una sola rete), nell’estate 2018 passa definitivamente al Paderborn, club tedesco militante in 2.Bundesliga. Terminata la stagione con 10 reti in 32 presenze ed ottenuta una promozione in Bundesliga, il giovane viene acquistato nuovamente dallo Schalke.

### Nazionale
Ha esordito in nazionale durante la Coppa d'Africa 2017, nel match perso per 1-0 contro l'Egitto.

## Statistiche

### Presenze e reti nei club
Statistiche aggiornate al 6 agosto 2022.
| Stagione          | Squadra            | Campionato        | Campionato | Campionato | Coppe nazionali | Coppe nazionali | Coppe nazionali | Coppe continentali | Coppe continentali | Coppe continentali | Altre coppe | Altre coppe | Altre coppe | Totale | Totale |
| Stagione          | Squadra            | Comp              | Pres       | Reti       | Comp            | Pres            | Reti            | Comp               | Pres               | Reti               | Comp        | Pres        | Reti        | Pres   | Reti   |
| ----------------- | ------------------ | ----------------- | ---------- | ---------- | --------------- | --------------- | --------------- | ------------------ | ------------------ | ------------------ | ----------- | ----------- | ----------- | ------ | ------ |
| 2016-2017         | Schalke 04         | BL                | 2          | 0          | CG              | 0               | 0               | UEL                | 1                  | 0                  | -           | -           | -           | 3      | 0      |
| ago.-dic. 2017    | Altach             | BL                | 10         | 1          | CA              | 2               | 2               | -                  | -                  | -                  | -           | -           | -           | 12     | 3      |
| 2018-2019         | Paderborn          | 2BL               | 32         | 10         | CG              | 4               | 1               | -                  | -                  | -                  | -           | -           | -           | 36     | 11     |
| 2019-2020         | Fortuna Düsseldorf | BL                | 9          | 0          | CG              | 1               | 0               | -                  | -                  | -                  | -           | -           | -           | 10     | 0      |
| 2020-2021         | Ludogorec          | PFL               | 25         | 2          | CB              | 3               | 2               | UCL+UEL            | 2+7                | 0+0                | -           | -           | -           | 37     | 4      |
| 2021-2022         | Ludogorec          | PFL               | 24         | 10         | CB              | 3               | 0               | UCL+UEL            | 5+4                | 0+0                | SB          | 1           | 0           | 37     | 10     |
| 2022-2023         | Ludogorec          | PFL               | 27         | 8          | CB              | 5               | 1               | UCL+UEL+UECL       | 5+8+2              | 1+0+0              | SB          | 1           | 0           | 48     | 10     |
| 2023-2024         | Ludogorec          | PFL               | 6          | 3          | CB              | 0               | 0               | UCL+UEL+UECL       | 3+4+1              | 2+2+0              | -           | -           | -           | 14     | 7      |
| Totale Ludogorets | Totale Ludogorets  | Totale Ludogorets | 82         | 23         |                 | 11              | 3               |                    | 41                 | 5                  |             | 2           | 0           | 136    | 31     |
| Totale Carriera   | Totale Carriera    | Totale Carriera   | 135        | 34         |                 | 18              | 6               |                    | 42                 | 5                  |             | 2           | 0           | 197    | 45     |

## Palmarès

### Club

#### Competizioni nazionali
- Campionato bulgaro: 5

Ludogorec: 2020-2021, 2021-2022, 2022-2023, 2023-2024, 2024-2025
- Coppa di Bulgaria: 2

Ludogorec: 2022-2023, 2024-2025
- Supercoppa di Bulgaria: 4

Ludogorec: 2021, 2022, 2023, 2024